# ゲオルグ・アレクサンダー・ピック
ゲオルグ・アレクサンデル・ピック（ドイツ語: Georg Alexander Pick, 1859年8月10日 – 1942年7月26日）はオーストリアの数学者・ホロコースト犠牲者。

## 経歴
母ヨーゼファ・シュライジンガー（Josefa Schleisinger）と父アドルフ・ヨーゼフ・ピック（Adolf Josef Pick）の間に生まれた。今日では、すべての頂点が格子点上にある多角形の面積を求める「ピックの定理」によって最もよくその名が知られている。ピックはこの定理を、1899年に発表した論文の中で述べているが、フーゴ・シュタインハウスが1969年版『Mathematical Snapshots』で取り上げてから、広く一般的に知られるようになった。
ピックはウィーン大学に学び、レオ・ケーニヒスベルガーとエミール・ヴァイアの下で1880年にPh.D.を取得した。博士号取得後、プラハのカール・フェルディナンツ大学（Karl-Ferdinands-Universität、現在のプラハ・カレル大学）で、エルンスト・マッハの助手に任命された。1881年には、講師に昇任している。1884年には研究休暇をとってプラハを離れ、ライプツィヒ大学でフェリックス・クラインと協働した。それ以外の時期にはプラハに留まり、1927年に大学を退職してウィーンに戻った。
1911年、ピックは、当時プラハ・ドイツ語大学と称されていたカール・フェルディナンツ大学で、アルベルト・アインシュタインを数理物理学の教員に指名した委員会の座長だった。ピックはアインシュタインに、イタリアの数学者グレゴリオ・リッチ＝クルバストロやトゥーリオ・レヴィ＝チヴィタの絶対微分学の業績を紹介したが、これは、その後1915年にアインシュタインが一般相対性理論の定式化に成功する一助となった。
チャールズ・ローナーは、プラハでピックの学生として学んだひとりである。ピックはほかにも、ヨーゼフ・グリュンヴァルト（Josef Grünwald）、ヴァルター・フレーリッヒ（Walter Fröhlich）、サリー・ストライク（Saly Struik）らの博士論文を指導している。ピックは、チェコ科学芸術アカデミーの会員に選ばれたが、ナチスによるチェコスロバキア併合後には追放された。 
1927年に引退した後、ピックは生まれ故郷のウィーンに帰っていた。1938年3月12日にナチスがオーストリアに進駐したアンシュルスの後、ピックはプラハに戻った。しかし、1939年3月には、ナチスがチェコスロバキアに侵攻する。ピックは、テレージエンシュタット強制収容所に1942年7月13日に送られ、2週間後に落命した。